# Legea
Legea е италианска компания за производство на спортно облекло, основана през 1993 г., в град Помпей.
Спортната екипировка за футбол от тази марка е измежду най-популярните марки сред италианските аматьорски футболни отбори, като в последните години мащабно се разширява и сред професионалните клубове, например „Удинезе“.
Legea облича и няколко национални тимове по футбол, в това число отбора на Черна гора, отбора на Босна и Херцеговина и отбора на Северна Корея, като е и официален доставчик на екипировка за олимпийските отбори на Палестина, Беларус и Бахрейн.
В България компанията е доставчик на екипировка за елитните ПФК ЦСКА (София), ПСФК Черноморец (Бургас) и Локомотив (София), както и за втородивизионите Нефтохимик (Бургас), Септември (Симитли) и Шумен 2010.